# Miss Monochrome
Miss Monochrome (ミス・モノクローム?, Misu Monokurōmu) è un personaggio immaginario creato e doppiato dalla cantante e doppiatrice giapponese Yui Horie, apparso per la prima volta come cantante 3D nel marzo 2012 durante il concerto Horie Yui o Meguru Bōken III ~Secret Mission Tour~. Una serie televisiva anime di tredici episodi prodotta da Liden Films è stata trasmessa in Giappone tra ottobre e dicembre 2013. Una seconda stagione dell'anime è stata trasmessa dal 3 luglio al 25 settembre 2015, seguita da una terza trasmessa da ottobre a dicembre dello stesso anno. Una serie manga ha iniziato ad essere serializzata sulla rivista Good! Afternoon di Kōdansha dal 29 gennaio 2014.

## Personaggi
Miss Monochrome (ミス・モノクローム?, Misu Monokurōmu)
Doppiata da Yui Horie
Un androide che aspira a diventare un'idol. È un'ammiratrice dell'idol Kikuko e spera di riuscire a diventare come lei un giorno.
Maneo (マネオ?)
Doppiata da Keiji Fujiwara
Il manager di un mini-market. Dopo averlo incontrato, Monochrome lo rende il suo manager equivocando il suo lavoro nel mini-market.
Kikuko
Doppiata da Kikuko Inoue
Una famosa idol che appare spesso in vari show televisivi. Lei è colei che Monochrome guarda come obiettivo futuro da raggiungere nelle vesti di idol.
Mana (マナ?)
Doppiata da Akemi Kanda
È una ragazza che si prende cura di Monochrome e che in seguito diventa la manager di Kikuko. Dopo aver ingannato Monochrome, la deruba di tutto il suo patrimonio di 19,3 miliardi di yen.
Rū-chan (ルーちゃん?)
Doppiata da Hiroshi Kamiya
Il Roomba "domestico" di Miss Monochrome. È alimentato da una batteria a celle inclusa al suo interno.

## Media

### Anime
Miss Monochrome: The Animation (ミス・モノクローム -The Animation-?) è stato prodotto da Liden Films e trasmesso su TV Tokyo tra il 1º ottobre e il 24 dicembre 2013. La serie è stata resa disponibile anche sulla piattaforma online Niconico, Bandai Channel e trasmessa anche su AT-X, mentre Crunchyroll l'ha pubblicata via streaming in simulcast al di fuori di Giappone e Corea. La sigla di chiusura è Pokerface (ポーカーフェイス?, Pōkāfeisu), interpretata da Miss Monochrome (Yui Horie).
Una seconda stagione è andata in onda dal 3 luglio al 25 settembre 2015 ed è stata diffusa via streaming in Italia da Crunchyroll sottotitolata in italiano. Le sigle di apertura e chiusura sono rispettivamente Black or White? e Step by Step, entrambe interpretate da Yui Horie sotto lo pseudonimo di Miss Monochrome. Una terza stagione intitolata Miss Monochrome -The Animation- 3 è stata trasmessa dal 2 ottobre al 18 dicembre 2015 per tredici episodi.